# Дом Глухого

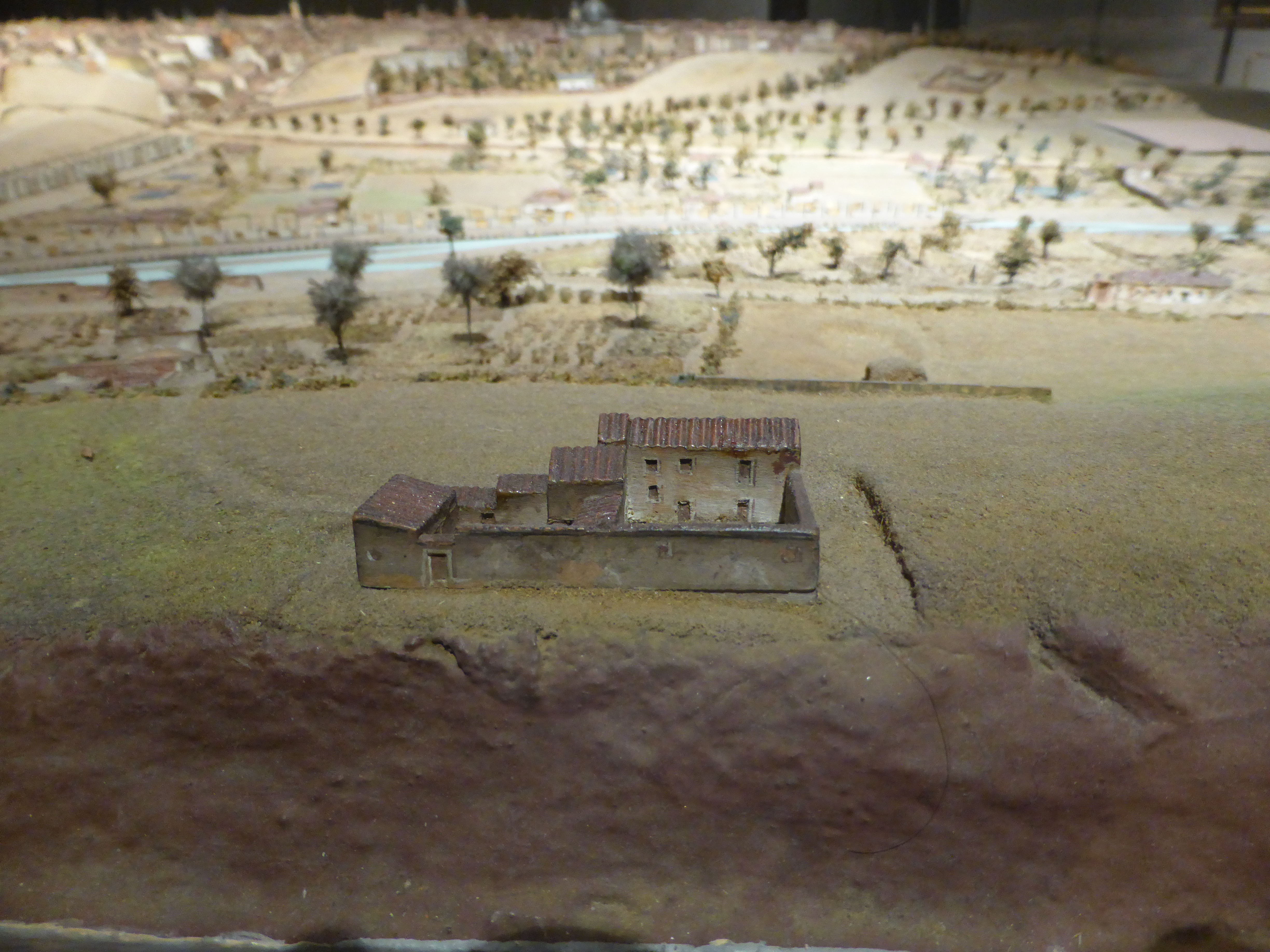
Макет Дома Глухого 1828-1830 годов в Музее истории Мадрида.

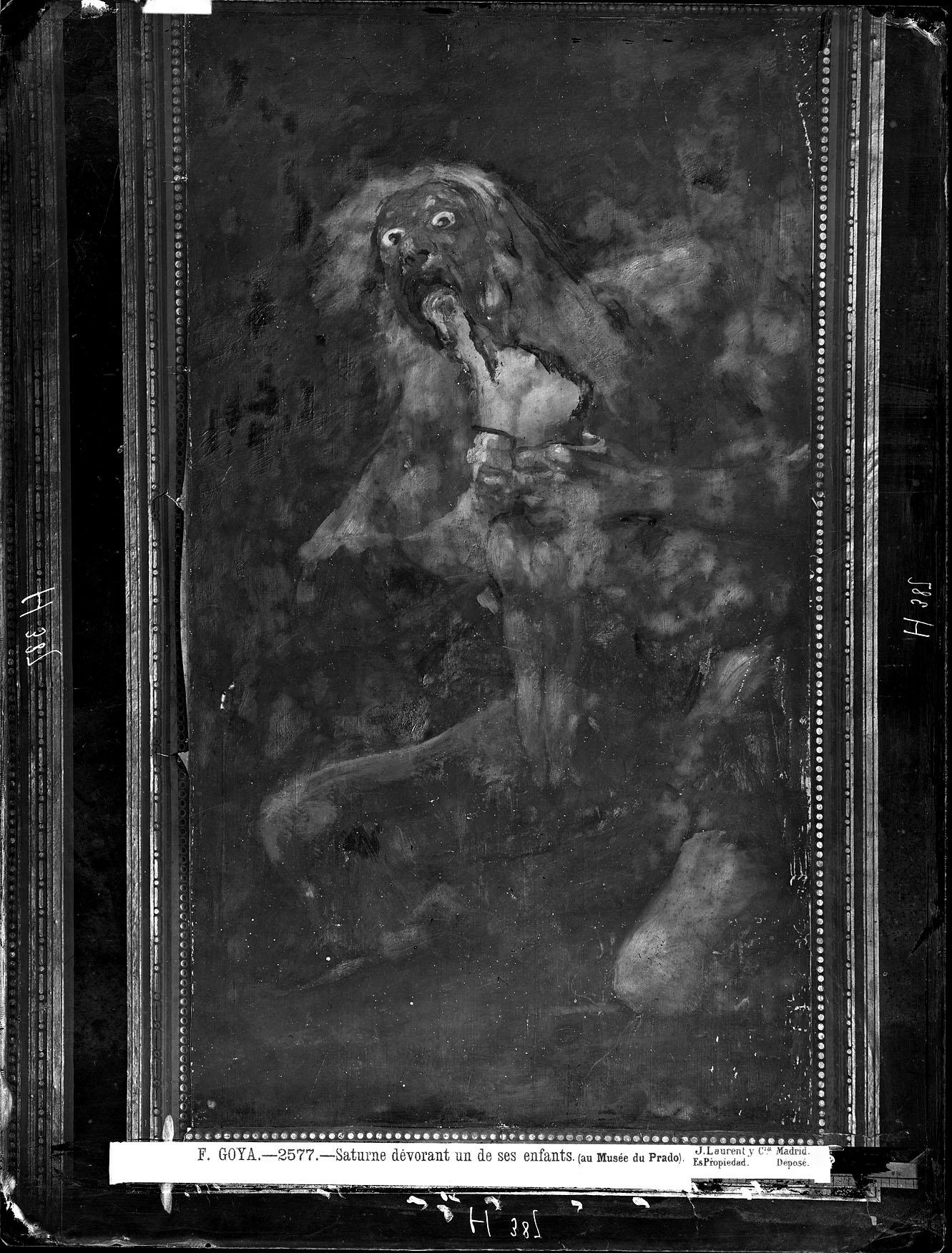
Сатурн, пожирающий своего сына в Доме Глухого в 1874 году. Фотография Жана Лорана. Эта картина была окружена бумажной рамкой.

Дом Глухого (исп. Quinta del Sordo) или Дом Гойи (исп. Quinta de Goya) — название обширного поместья и загородного дома, располагавшегося на холме в старом муниципалитете Карабанчель на окраине Мадрида. Он известен как дом Франсиско Гойи в годы его отшельничества, где он создал свои Мрачные картины, состоящие из 14 фресок. Вопреки распространённому мнению, поместье получило свое название из-за глухоты предыдущего владельца, не имеющего ничего общего с самим Гойей. Дом был снесён в 1909 году.

## В собственности у Гойи

Часть плана Мадрида около 1900 года, показывающая расположение Дома Глухого

Франсиско Гойя приобрёл дом 27 февраля 1819 года у предыдущего владельца, который был глухим. Гойя жил в доме до своего переезда в Бордо в 1824 году, когда он оставил своего внука Мариано во главе поместья. В те короткие периоды, когда он возвращался в Мадрид, Гойя оставался в этом доме. Выдвинуто несколько возможных причин для приобретения Гойей этой недвижимости: учитывая либерализм Гойи, для него было бы важно дистанцироваться от двора Фердинанда VII. После падения и казни Рафаэля Риего-и-Нуньеса в 1823 году Гойя почувствовал необходимость покинуть страну и переехать в Бордо.

## Галерея

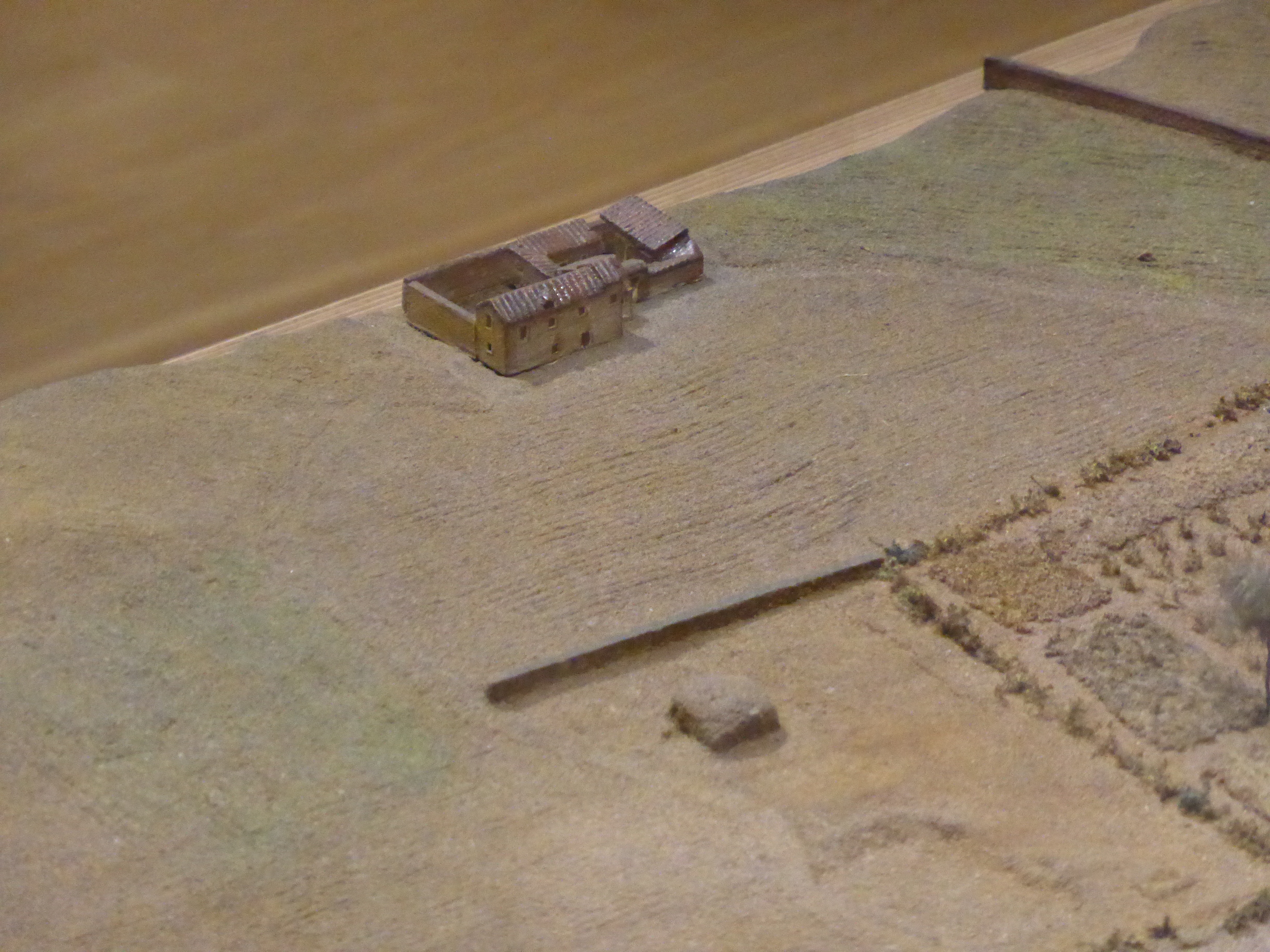
Макет Дома Глухого 1828-1830 годов в Музее истории Мадрида
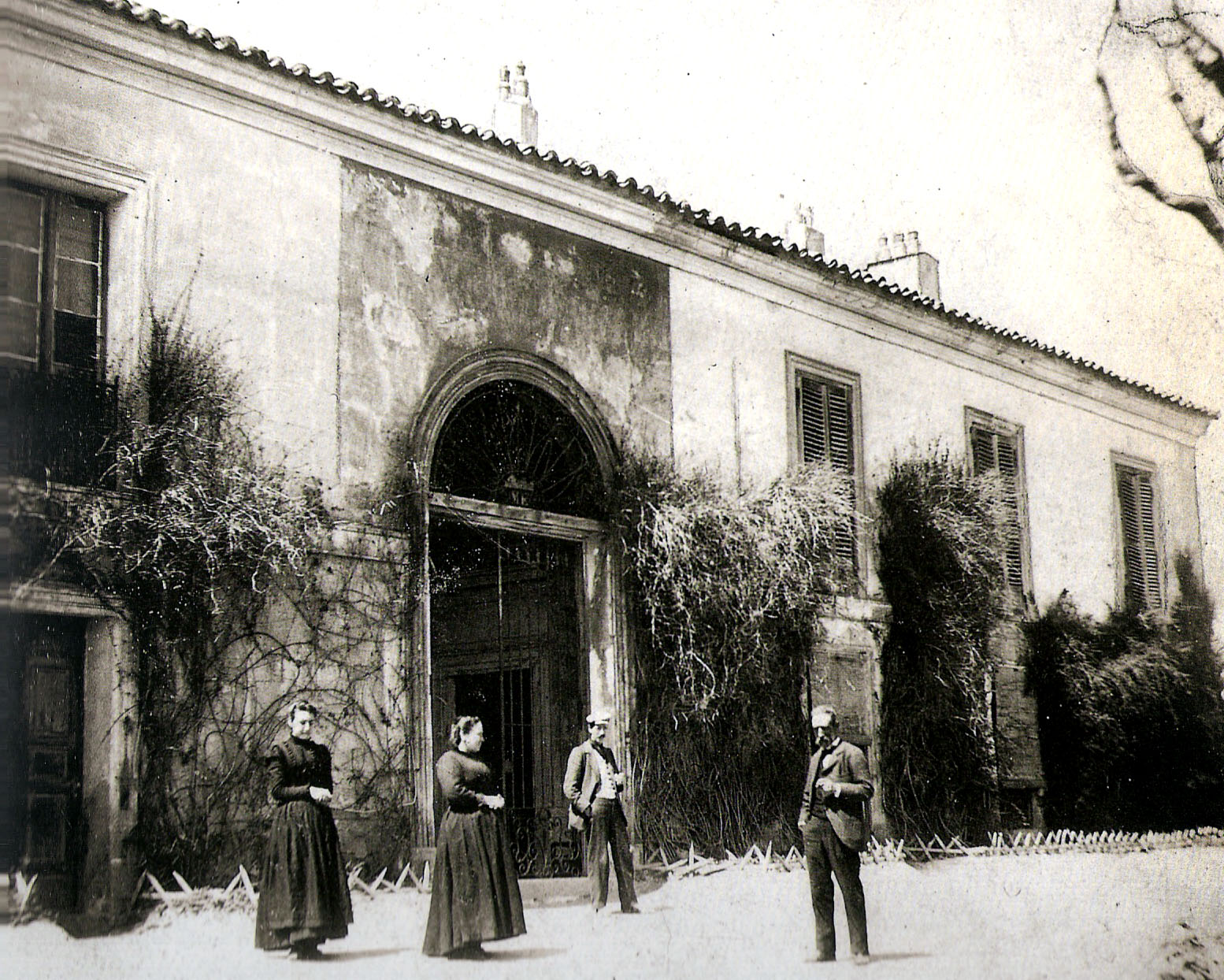
Дом Глухого, ок. 1900 года. Журнал La Ilustración Española y Americana от 15 июля 1909 года
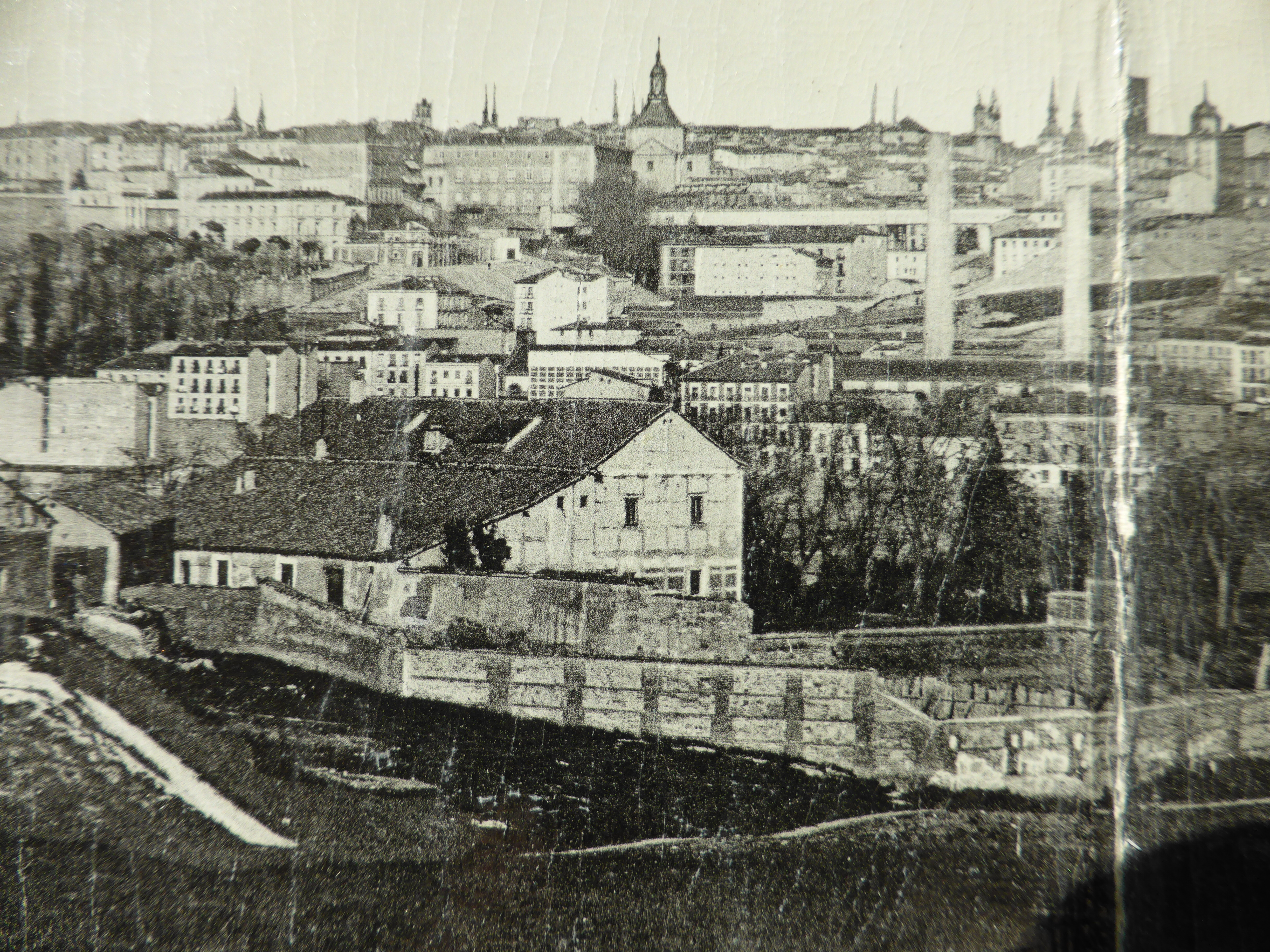
Дом Глухого, ок. 1907 года.